# サッカーバーレーン代表
サッカーバーレーン代表（サッカーバーレーンだいひょう、アラビア語: منتخب البحرين لكرة القدم）は、バーレーンサッカー協会（BFA）によって構成されるバーレーンのサッカーのナショナルチームである。ホームスタジアムは、リファーにあるバーレーン・ナショナル・スタジアム。

## 概要
2000年代前半から力をつけ始めたチームで、FIFAワールドカップ本大会出場は果たせていないものの、2006年ドイツ大会予選、2010年南アフリカ大会予選と連続での大陸間プレーオフ進出（相手はそれぞれトリニダード・トバゴ、ニュージーランド）と、予選突破の目前まで迫った。
AFCアジアカップには過去7回出場しており、2004年中国大会で4位に輝いている。
日本とは縁があるチームであり、特に岡田武史が日本代表監督を務めていた2008年1月から2010年6月の約2年半では6度も対戦があった。通算対戦成績はバーレーンの2勝11敗（2025年5月時点）。
|      | 順位  | アジア内順位 | 発表日        |
| ---- | ----- | ------------ | ------------- |
| 現在 | 89位  | 12位         | 2025年7月10日 |
| 最高 | 44位  | 7位          | 2004年9月1日  |
| 最低 | 139位 | 27位         | 2000年3月15日 |

## 歴史

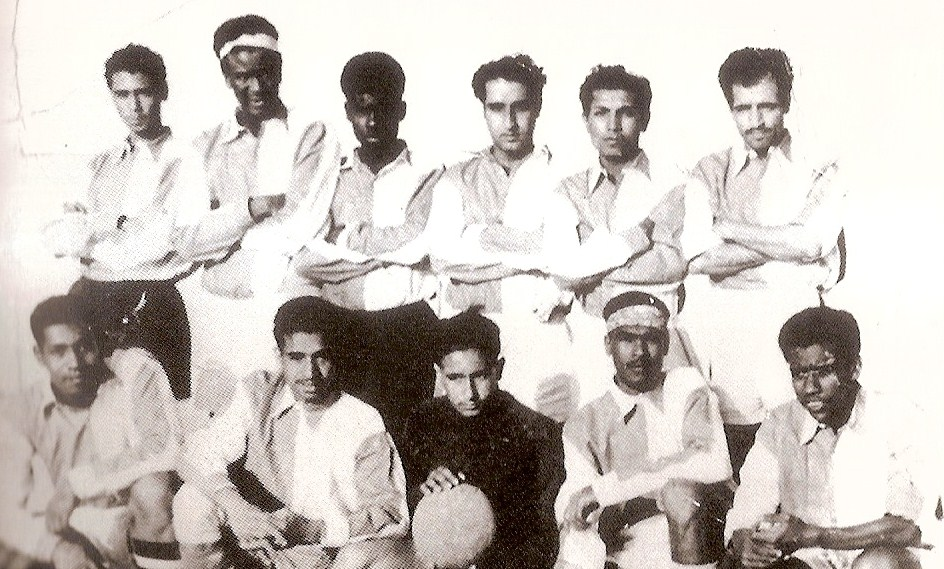
1959年のバーレーン代表

### バーレーン代表の誕生
バーレーン代表は1959年に結成されたが、最初の公式戦は1966年の国際親善試合・クウェート戦で、4-4のドローであった。1970年には第1回ガルフカップを自国で開催し、準優勝した。1988年、アジアカップカタール大会・予選を勝ち抜き、初めてAFCアジアカップへの出場権を手にした。 本大会では2分2敗、最下位でのグループリーグ敗退だった。

### アジアでの台頭
AFCアジアカップ2000は予選敗退となったが、2002年W杯日韓大会・アジア予選では1次予選を突破し初めて最終予選に進出した。いずれも本大会出場権獲得には至らなかったが、イランに対しアジアカップ予選では1-0で、W杯予選では3-1で共に勝利している。

#### AFCアジアカップ2004
2回目の出場となったAFCアジアカップ2004（中国開催）で大躍進を遂げた。グループステージは開催国中国、隣国カタール、インドネシアが入る組み合わせとなり、中国とカタールにはそれぞれ2-2、1-1で引き分け、インドネシアには3-1で勝利した。その結果1勝2分のグループ2位となり初めて決勝トーナメントに進出した。決勝Tでは準々決勝でウズベキスタンをPK戦の末下すと、準決勝では前回大会優勝の日本をアラ・フバイルの2得点などで追い詰めたが3-4で敗北した。3位決定戦でもイランに2-4で敗れたが2回目の出場にして4位という成績を収めた。

#### 2006年ドイツW杯
2006年W杯ドイツ大会アジア最終予選・グループBを4カ国中3位で終え、グループA3位のウズベキスタンとのアジア5位決定戦に出場することになった。ホーム・アンド・アウェー方式で合計スコアは1-1（第1戦アウェイ1-1、第2戦ホーム0-0）であったが、アウェーゴール方式により勝利。CONCACAF代表のトリニダード・トバゴとの大陸間プレーオフに進んだ。しかし、敵地での第1戦を1-1のドローで終えると、勝てば突破となるホームでの第2戦を0-1で落としたため合計スコア1-2で本大会初出場を逃した。
| AFCプレーオフ（アジア5位決定戦）          | AFCプレーオフ（アジア5位決定戦） | AFCプレーオフ（アジア5位決定戦） | AFCプレーオフ（アジア5位決定戦） | AFCプレーオフ（アジア5位決定戦） |
| チーム#1                                  | 合計スコア                       | チーム#2                         | 第1戦                            | 第2戦                            |
| ----------------------------------------- | -------------------------------- | -------------------------------- | -------------------------------- | -------------------------------- |
| ウズベキスタン                            | 1–1 (a)                          | バーレーン                       | 1-1                              | 0-0                              |
| 大陸間プレーオフ（AFC代表vsCONCACAF代表） |                                  |                                  |                                  |                                  |
| バーレーン                                | 1–2                              | トリニダード・トバゴ             | 1-1                              | 0-1                              |

#### AFCアジアカップ2007
2007年に東南アジアで開催されたアジアカップでは、インドネシア、韓国、サウジアラビアが入るグループDに振り分けられた。初戦で前回大会勝利していた格下のインドネシアに番狂わせを起こされ、2戦目で韓国相手に逆転勝利を果たすも最終戦のサウジアラビア戦に敗北し、1勝2敗のグループ最下位での敗退となった。

#### 2010 W杯

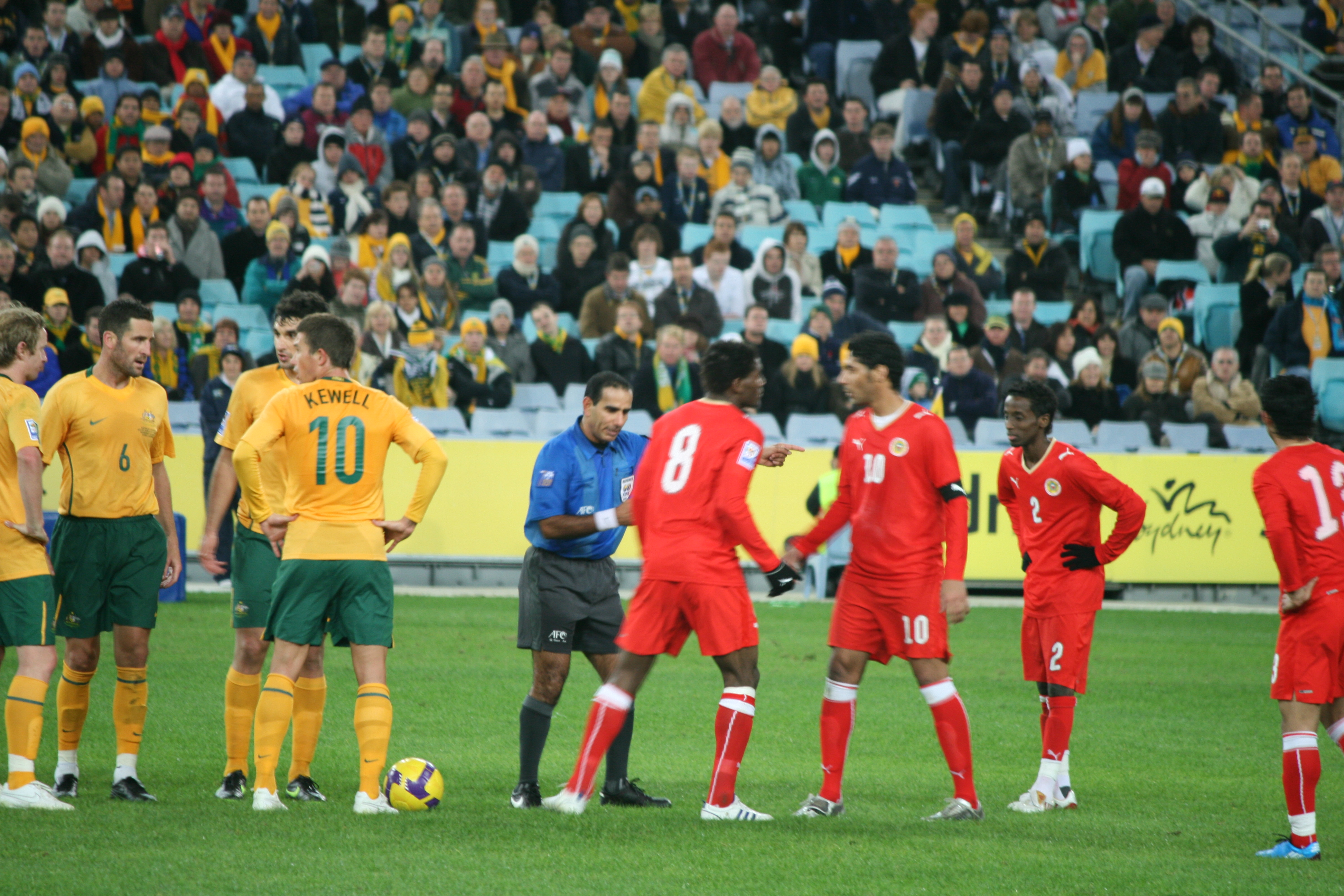
2009年6月10日　バーレーン代表対オーストラリア代表（2010 ワールドカップ予選）

2010年W杯・アジア予選はシードにより3次予選から参加。3次予選は日本、オマーン、タイが入るグループBとなり、ホームで日本に勝利するなどグループ2位で最終予選進出を決めた。 最終予選は5カ国中3位となり前回大会予選と同様にAFCプレーオフに出場することになった。AFCプレーオフでは、サウジアラビアと対戦。2戦合計は2-2だったものの、アウェーゴールで上回り勝利した（詳細は後述）。
勝てば本大会（南アフリカ開催）出場となる大陸間プレーオフでは、オセアニア代表のニュージーランドと対戦。 ホームの第1戦をスコアレスドローで終え、敵地ウェリントンでの第2戦に臨んだ。前半、コーナーキックからニュージーランドが先制。対して、バーレーンも後半にペナルティーキックを獲得した。決めれば同点となり、そのまま試合終了となればまたもやアウェーゴール数の差でバーレーンがW杯初出場を決めるはずであった。ところが、これをゴールキーパーに止められ、その後も追いつけずに試合終了。前回大会予選に続き、2大会連続で大陸間プレーオフ敗退となった。2007年から監督を務めていたチェコ人のミラン・マチャラは敗退の責任を取り、2010年6月に退任した。なお、マチャラ時代のバーレーンは前述の2010年W杯アジア3次予選と2009年1月28日のアジアカップ2011予選で日本から2勝している。  
| 5次予選（AFCプレーオフ）             | 5次予選（AFCプレーオフ） | 5次予選（AFCプレーオフ） | 5次予選（AFCプレーオフ） | 5次予選（AFCプレーオフ） |
| チーム#1                             | 合計スコア               | チーム#2                 | 第1戦                    | 第2戦                    |
| ------------------------------------ | ------------------------ | ------------------------ | ------------------------ | ------------------------ |
| バーレーン                           | (a) 2–2                  | サウジアラビア           | 0-0                      | 2-2                      |
| 大陸間プレーオフ（AFC代表vsOFC代表） |                          |                          |                          |                          |
| バーレーン                           | 0–1                      | ニュージーランド         | 0-0                      | 0–1                      |

### 2010年代
2010年は西アジアサッカー選手権とガルフカップで共に1次リーグ敗退と結果を残せなかった。2011年のアジアカップでは前年のワールドカップで1勝したオーストラリアと韓国が同居する死の組に入った。その上、長く司令塔を担ってきたモハメド・サルミーンを筆頭に本選前に怪我人が続出した結果、1勝2敗のグループ3位で敗退した。続く2014年W杯ブラジル大会アジア予選では3次予選で敗退し、1998年フランス大会予選以来4大会ぶりに最終予選を前に本大会出場の可能性が潰えた。2018年ロシア大会予選でも組み合わせ抽選の際はポット2に属していたが、ウズベキスタン、北朝鮮、フィリピンの後塵を拝し2次予選敗退に終わるなど2010年以降低迷が続いた。2017年6月にはFIFAランキングにおいて過去ワーストに迫る133位まで低下している。しかし、2019年のアジアカップで4大会ぶりにグループリーグを突破したことを皮切りに、西アジアサッカー選手権2019とガルフカップ2019で立て続けに初優勝を遂げ、復活をアピールした。

### 2020年代

#### 2023年アジアカップ
6大会連続7回目の出場となったAFCアジアカップ2023では、グループリーグの初戦で韓国に敗れるもヨルダンとマレーシアに連勝し、最終節でマレーシアと引き分けに終わった韓国を上回って首位で決勝トーナメントに進出。ラウンドオブ16では日本と対戦するも1-3で敗れ、2004年中国大会の雪辱は果たせなかった。アジアカップ1大会で2勝を記録するのは今大会が初である。

#### 2026年W杯・ガルフカップ2024
2026年W杯北中米大会のアジア予選では4大会ぶりに最終予選に進出した。その最終予選では、初戦で過去5戦5敗であったオーストラリアからアウェーながら大金星を挙げた。バーレーンにとっては2009年6月17日の対ウズベキスタン戦（リファー）以来、実に5559日ぶりとなるW杯アジア最終予選での白星であった。2024年12月に開催されたガルフカップ2024クウェート大会では、グループリーグでサウジアラビア、イラクといった中東のトップチームを次々と撃破するなど首位で通過。開催国クウェートとの準決勝では数的不利に追い込まれながらも、ムハンマド・マルフーンによる得点で勝利し、決勝でもオマーンに逆転勝ちを果たし、2度目のガルフカップを手にした。北中米W杯最終予選では開幕戦以降勝ち星から遠ざかり、2025年6月6日の第9節でサウジアラビアに敗れ最終予選敗退が決定した。消化試合と化した最終戦でも中国に負け、1勝3分6敗でグループ最下位だった。

### リヤドの奇跡
ミラン・マチャラに率いられたバーレーン代表は2010 FIFAワールドカップ・アジア予選で、前回に続いてアジア5位決定戦に進出し、サウジアラビアと対戦した。バーレーンのホームの第1戦をスコアレスドローで終えた後、敵地リヤドでの第2戦は1-1のまま、ロスタイム（3分の表示）に突入した。このままのスコアならば、アウェーゴール数の差でバーレーンがアジア5位となる状況だったが、ロスタイム残り1分でサウジアラビアが勝ち越しゴール。時間は残り1分を切りバーレーンは予選敗退の危機だったが、コーナーキックからヘディングシュートを決め、再び同点。直後に試合終了となるこの劇的な同点ゴールにより、バーレーンはアウェーゴール数の差でアジア5位を決めた。

## 成績

### FIFAワールドカップ
- 1930年 - 不参加
- 1934年 - 不参加
- 1938年 - 不参加
- 1950年 - 不参加
- 1954年 - 不参加
- 1958年 - 不参加
- 1962年 - 不参加
- 1966年 - 不参加
- 1970年 - 不参加
- 1974年 - 不参加
- 1978年 - 1次予選敗退
- 1982年 - 1次予選敗退
- 1986年 - 2次予選敗退
- 1990年 - 棄権
- 1994年 - 1次予選敗退
- 1998年 - 1次予選敗退
- 2002年 - 最終予選敗退
- 2006年 - 大陸間プレーオフ敗退
- 2010年 - 大陸間プレーオフ敗退
- 2014年 - 3次予選敗退
- 2018年 - 2次予選敗退
- 2022年 - 2次予選敗退
- 2026年 - 最終予選敗退

### AFCアジアカップ
| 開催年 | 結果               | 試合           | 勝利           | 引分           | 敗戦           | 得点           | 失点           |
| ------ | ------------------ | -------------- | -------------- | -------------- | -------------- | -------------- | -------------- |
| 1956   | 不参加             | 不参加         | 不参加         | 不参加         | 不参加         | 不参加         | 不参加         |
| 1960   | 不参加             | 不参加         | 不参加         | 不参加         | 不参加         | 不参加         | 不参加         |
| 1964   | 不参加             | 不参加         | 不参加         | 不参加         | 不参加         | 不参加         | 不参加         |
| 1968   | 不参加             | 不参加         | 不参加         | 不参加         | 不参加         | 不参加         | 不参加         |
| 1972   | 予選敗退           | 予選敗退       | 予選敗退       | 予選敗退       | 予選敗退       | 予選敗退       | 予選敗退       |
| 1976   | 棄権               | 棄権           | 棄権           | 棄権           | 棄権           | 棄権           | 棄権           |
| 1980   | 予選途中に棄権     | 予選途中に棄権 | 予選途中に棄権 | 予選途中に棄権 | 予選途中に棄権 | 予選途中に棄権 | 予選途中に棄権 |
| 1984   | 棄権               | 棄権           | 棄権           | 棄権           | 棄権           | 棄権           | 棄権           |
| 1988   | グループリーグ敗退 | 4              | 0              | 2              | 2              | 1              | 3              |
| 1992   | 予選敗退           | 予選敗退       | 予選敗退       | 予選敗退       | 予選敗退       | 予選敗退       | 予選敗退       |
| 1996   | 棄権               | 棄権           | 棄権           | 棄権           | 棄権           | 棄権           | 棄権           |
| 2000   | 予選敗退           | 予選敗退       | 予選敗退       | 予選敗退       | 予選敗退       | 予選敗退       | 予選敗退       |
| 2004   | 4位                | 6              | 1              | 3              | 2              | 13             | 14             |
| 2007   | グループリーグ敗退 | 3              | 1              | 0              | 2              | 3              | 7              |
| 2011   | グループリーグ敗退 | 3              | 1              | 0              | 2              | 6              | 5              |
| 2015   | グループリーグ敗退 | 3              | 1              | 0              | 2              | 3              | 5              |
| 2019   | ベスト16           | 4              | 1              | 1              | 2              | 3              | 4              |
| 2023   | ベスト16           | 4              | 2              | 0              | 2              | 4              | 6              |
| 合計   | 7/18               | 27             | 7              | 6              | 14             | 33             | 44             |

### ガルフカップ
| 開催年 | 結果               | 試合 | 勝利 | 引分 | 敗戦 | 得点 | 失点 |
| ------ | ------------------ | ---- | ---- | ---- | ---- | ---- | ---- |
| 1970   | 準優勝             | 3    | 1    | 1    | 1    | 3    | 4    |
| 1972   | 失格               | -    | -    | -    | -    | -    | -    |
| 1974   | グループリーグ敗退 | 2    | 0    | 0    | 2    | 1    | 8    |
| 1976   | 4位                | 6    | 3    | 0    | 3    | 9    | 15   |
| 1979   | 4位                | 6    | 2    | 2    | 2    | 8    | 9    |
| 1982   | 準優勝             | 5    | 3    | 1    | 1    | 10   | 7    |
| 1984   | 5位                | 6    | 1    | 2    | 3    | 3    | 6    |
| 1986   | 5位                | 6    | 1    | 4    | 1    | 4    | 5    |
| 1988   | 4位                | 6    | 3    | 0    | 3    | 4    | 4    |
| 1990   | 3位                | 4    | 1    | 2    | 1    | 1    | 1    |
| 1992   | 準優勝             | 5    | 3    | 0    | 2    | 6    | 4    |
| 1994   | 3位                | 5    | 1    | 3    | 1    | 5    | 6    |
| 1996   | 5位                | 5    | 0    | 2    | 3    | 4    | 8    |
| 1998   | 5位                | 5    | 0    | 3    | 2    | 3    | 6    |
| 2002   | 4位                | 5    | 1    | 2    | 2    | 4    | 6    |
| 2003   | 準優勝             | 6    | 4    | 1    | 1    | 13   | 3    |
| 2004   | 3位                | 5    | 2    | 2    | 1    | 10   | 6    |
| 2007   | ベスト4            | 4    | 1    | 1    | 2    | 4    | 5    |
| 2009   | グループリーグ敗退 | 3    | 1    | 0    | 2    | 3    | 4    |
| 2010   | グループリーグ敗退 | 3    | 0    | 1    | 2    | 4    | 7    |
| 2013   | 4位                | 5    | 1    | 1    | 3    | 4    | 9    |
| 2014   | グループリーグ敗退 | 3    | 0    | 2    | 1    | 0    | 3    |
| 2017   | ベスト4            | 4    | 1    | 2    | 1    | 3    | 3    |
| 2019   | 優勝               | 5    | 2    | 2    | 1    | 7    | 6    |
| 2023   | ベスト4            | 4    | 2    | 1    | 1    | 5    | 4    |
| 合計   | 25/25              | 111  | 34   | 35   | 42   | 118  | 139  |

### FIFAアラブカップ
| 開催年 | 結果               | 試合   | 勝利   | 引分   | 敗戦   | 得点   | 失点   |
| ------ | ------------------ | ------ | ------ | ------ | ------ | ------ | ------ |
| 1963   | 不参加             | 不参加 | 不参加 | 不参加 | 不参加 | 不参加 | 不参加 |
| 1964   | 不参加             | 不参加 | 不参加 | 不参加 | 不参加 | 不参加 | 不参加 |
| 1966   | 5位                | 4      | 0      | 1      | 3      | 7      | 22     |
| 1985   | 準優勝             | 4      | 1      | 2      | 1      | 4      | 3      |
| 1988   | グループリーグ敗退 | 4      | 0      | 3      | 1      | 2      | 3      |
| 1992   | 不参加             | 不参加 | 不参加 | 不参加 | 不参加 | 不参加 | 不参加 |
| 1998   | 棄権               | 棄権   | 棄権   | 棄権   | 棄権   | 棄権   | 棄権   |
| 2002   | 準優勝             | 6      | 3      | 1      | 2      | 8      | 5      |
| 2012   | グループリーグ敗退 | 3      | 0      | 0      | 3      | 1      | 8      |
| 2021   | グループリーグ敗退 | 3      | 0      | 1      | 2      | 0      | 4      |
| 合計   | 6/10               | 24     | 4      | 8      | 12     | 22     | 45     |

### 西アジアサッカー選手権
- 2000 - 不参加
- 2002 - 不参加
- 2004 - 不参加
- 2007 - 不参加
- 2008 - 不参加
- 2010 - グループリーグ敗退
- 2012 - 4位
- 2014 - 3位
- 2019 - 優勝

## 歴代監督
- キース・バーキンショー 1984-1986
- ヨーゼフ・ヒッケルスベルガー 1996
- ヴォルフガング・ジドカ 2000-2002, 2005
- シュレコ・ユリシッチ 2003-2005
- ルカ・ペルゾヴィッチ 2005-2006
- ハンス＝ペーター・ブリーゲル 2006-2007
- ミラン・マチャラ 2007-2010
- ヨーゼフ・ヒッケルスベルガー 2010
- サルマーン・シャリーダ 2010-2011
- ピーター・テイラー 2011-2012
- ガブリエル・カルデロン 2012-2013
- アンソニー・ハドソン 2013-2014
- アドナーン・ハマド 2014
- セルヒオ・バティスタ 2015-2016
- ミロスラフ・ソウクップ 2016-2019
- エリオ・ソウサ（英語版） 2019-2023
- フアン・アントニオ・ピッツィ 2023-2024
- ドラガン・タライッチ 2024-

## 歴代選手
| - サイイド・ムハンマド・ジャアファル - ハメド・アッ＝ドーサリー - アシュラフ・ワヒード・アッ＝セバイイー | - ムハンマド・フサイン - ワリード・アル＝ハイヤーム - アブドッラー・シャッラール - アブドッラー・ヤーセル - アブドッラー・アル＝ハッザーア - フセイン・アリー・バーバー - ムハンマド・ドゥアイジュ - ラーシド・アル＝フーティ - アハマド・ブーガンマール | - サイイド・ディヤー・サイード - アブドゥルワッハーブ・アッ＝サーフィ - サイイド・ジャアファル・アハマド - ファウジ・アイシュ - サルマーン・イーサ - マフムード・アブドゥッラフマーン - アブドゥラー・オマル - アブドゥルワッハーブ・アル＝マールード - ムハンマド・マルフーン | - ムハンマド・タイイブ・アル＝アラウィー - ファイサル・ボードフーム - アラ・フバイル - イスマイール・アブドゥラティフ - ジェイシー・ジョン - サーミー・アル＝フセイニー - アブドゥラー・ユスフ・ヘラル |